# Райсснер, Эрик
Эрик Ра́йсснер (5 января 1913, Ахен — 1 ноября 1996, Ла-Холья, Калифорния) — немецкий и американский инженер.

## Биография
Родился в семье известного авиационного инженера Ганса Якоба Райсснера. Окончил Берлинский технический университет, где получил учёную степень в области гражданского строительства в 1936 году.
В 1937 году эмигрировал в США, с 1938 года работал в Массачусетском технологическом институте. Занимался теорией упругости неизотропных материалов, защитил диссертацию «Вклад в теорию упругости неизотропных материалов» (англ. Contributions to the Theory of Elasticity of Non-Isotropic Materials) под руководством Дирка Стройка.
Преподавал математику. В 1947 году стал профессором прикладной математики.
Получил гражданство США в 1945 году.
С 1948 по 1955 год работал в НАСА, в 1956—1957 годах на фирме Локхид. В 1970 году стал профессором прикладной механики и инженерной науки в Университете Калифорнии, Сан-Диего, а в 1979 году вышел в отставку.
Был членом Американского института аэронавтики и астронавтики, Американского общества гражданских инженеров (ASCE), Американской академии искусств и наук, ASME и Национальной инженерной академии (1976).

## Награды
- Медаль ASME (1988).
- Медаль Кармана (1964).
- Медаль Тимошенко (1973).
- Почётный доктор Ганноверского университета.
- Почётный член Общества прикладной математики и механики (GAMM).